# Curt Baerensprung
Curt Otto Sigismund Baerensprung (* 14. Dezember 1851 in Belgern; † 6. Oktober 1896 in Neisse) war ein deutscher Militärarzt.

## Leben
Er war ein Sohn des praktischen Arztes Dr. Bernhard Sigismund B. (1812–1852). Nach dem frühen Tod des Vaters nahm die Familie ihren Wohnsitz in Torgau. Von 1861 bis 1870 besuchte Baerensprung das örtliche Gymnasium. Nach dessen Beendigung meldete er sich als Kriegsfreiwilliger im laufenden Deutsch-Französischen Krieg, wofür er im Ersatzbataillon des 72. Regiments in Torgau eingezogen wurde. Gegen Kriegsende nahm Baerensprung am 24. April 1871 entsprechend der Familientradition ein Studium am Friedrich-Wilhelm-Institut für Medizin in Berlin auf, das er am 15. Februar 1875 beendete. Am 3. Mai des Jahres erfolgte sodann seine Promotion, wofür er die Arbeit „Der Leberabscess nach Kopfverletzungen“ verfasst hatte. Die Militärlaufbahn einschlagend übernahm Baerensprung ab 25. Juli 1876 eine Stelle als Assistenzarzt im 3. Pionierbataillon in Torgau. 1884 wurde er zum Stabsarzt ernannt. Ab dem 10. Mai 1886 übernahm er für drei Jahre in Berlin am Friedrich-Wilhelm-Institut eine Stelle. Nach seinem Ausscheiden dort am 10. März 1889 kam er wieder nach Torgau zurück. Am 1. Juli 1890 wurde Baerensprung aus dem aktiven Militärdienst verabschiedet, behielt allerdings seine Stellung als Arzt beim Militär bei. In der Folge stieg er zum Garnisonsarzt und später Bataillonsarzt im 72. Regiment auf. 1895 erfolgte seine Ernennung zum Oberstabsarzt II. Klasse und sodann zum Regimentsarzt im 23. Infanterie-Regiment in Neisse.
Baerensprung verstarb relativ jung an einer schweren Erkrankung. Er hinterließ seine Frau Alice Charlotte geb. Koepke (1864–1897) sowie mehrere Kinder. Die Beisetzung von Baerensprung erfolgte offenbar in Torgau. Bekannt ist von ihm die Veröffentlichung: Beiträge zur Pathologie und Diagnostik der Leber-Erkrankungen (1891).